# Narcetes kamoharai
Narcetes kamoharai är en fiskart som beskrevs av Okamura, 1984. Narcetes kamoharai ingår i släktet Narcetes och familjen Alepocephalidae. Inga underarter finns listade i Catalogue of Life.